# أصول غير معروفة (فلم 2020)
أصول غير معروفة (بالإنجليزية: Unknown Origins) فيلم إسباني لعام 2020 من إخراج ديفيد غالان جاليندو، تأليف ديفيد غالان جاليندو وفرناندو نافارو، استنادًا إلى رواية جاليندو التي تحمل الاسم نفسه، وبطولة فيرونيكا إتشيغي وليوناردو سبراجليا وخافيير ري.  صدر الفيلم في 28 أغسطس 2020 على شبكة نتفليكس. كان من المقرر عرض الفيلم في مهرجان مالقة للسينما الإسبانية 2020، لكن صانعي الأفلام سحبوه من الجدول عندما تغيرت مواعيد المهرجان من مارس إلى أغسطس.

## طاقم التمثيل
- خافيير ري: في دور ديفيد
- أنطونيو ريسينيس: في دور كوزمي
- برايس إيف: في دور خورخي إلياس
- فيرونيكا إتشيغي: في دور نورما
- إرنستو ألتيريو: في دور بروجويرا
- ليوناردو سبراجليا: في دور باكو
- أليكس غارسيا: في دور خافيير
- كارلوس أريسيس: في دور جالفان
- رومان ريمار: في دور فيليب
- فران بلو: في دور فيكتور فيد[5]

## ملخص أحداث الفيلم
سفاح ينشر الفوضى في مدريد عام 2019. يقتل أشخاص مجهولين ليس لديهم أي علاقة ببعضهم البعض، وذلك أثناء تقليدهم لأشهر الأبطال الخارقين.

## وصلات خارجية
- مقالات تستعمل روابط فنية بلا صلة مع ويكي بيانات